# Moi, un noir
Moi, un noir è un film del 1958, diretto da Jean Rouch.

## Trama
Collocato nell'arco di quattro giorni, il film presenta una struttura binaria, in cui l'interesse dell'etnologo e del sociologo si intreccia con un approssimativo canovaccio narrativo.
Nella prima parte prevale l'intento documentaristico, nella descrizione di una comunità di giovani immigrati del Niger, ad Abidjan (Costa d'Avorio); una gioventù "presa tra la tradizione e il macchinismo, tra l'Islam e l'alcol, che non ha rinunciato alle proprie credenze, ma è votata agli ideali moderni della boxe e del cinema." Edward G. Robinson, uno dei giovani protagonisti illustra la sua esistenza di bozori - manovale giornaliero - tra Treichville, bidonville nella periferia urbana, e il quartiere degli affari e dell'industria, in cui quotidianamente si reca alla ricerca di lavoro. Attraverso lui, siamo introdotti ad altri membri della comunità, alcuni sfortunati come Edward, altri che hanno avuto più successo, come il commerciante ambulante di stoffe Eddie Constantine o il tassista Tarzan. (I nomi di tutti i protagonisti citano personaggi o attori famosi). Alimentato dal quotidiano confronto con l'altrui affluenza o benessere, anche alla preghiera del venerdì, occasione per l'esibizione di tuniche e suppellettili, il sogno di riscatto del protagonista assume la forma di un successo nella boxe.
Più narrativa è la descrizione degli eventi del sabato e della domenica. Alla goumbé, la società che funge da centro della comunità, e in cui si suona e si danza, Dorothy Lamour è eletta reginetta. Più tardi, nel locale "Au Desert", mentre Edward, abbastanza alticcio, le sta dichiarando il suo amore eterno, un italiano se la porta via. Edward, riflettendo sulla sua disgraziata esistenza, continua a bere, sino ad essere cacciato dal locale. Il lunedì, dopo una notte trascorsa a dormire sul marciapiede, torna da Dorothy e viene insultato e picchiato dall'italiano. Ritrova gli amici, dai quali viene a sapere che Eddie Constantine è stato arrestato. Non c'è nulla che possono fare ed Eddie dovrà restare dentro per tre mesi. Si allontana con Tarzan, raccontandogli della campagna in Indocina, sotto la bandiera francese e lamentandosi della gratitudine che ne ha ricevuto. Ma, anche se è lunedì, la vita è bella e merita di essere vissuta.

## Realizzazione
Negli oltre 150 film, di vario metraggio, realizzati Jean Rouch cercò di attenersi al progetto di cogliere e rendere la realtà nel suo attuale divenire, di "mostrare la vita e non di costruirla ". Questa esigenza di un "cinema-verità" presupponeva un'adeguata strumentazione tecnica. Se i protagonisti dovevano essere inseguiti, pedinati nel loro agire quotidiano, senza sceneggiature preventive, né possibilità di ripetere le scene, ciò richiedeva mezzi di ripresa leggeri ed agili.
Le riprese di Moi, un noir furono effettuate con una cinepresa da 16 mm, portata a mano dallo stesso regista, seguito da un tecnico, incaricato di registrare il suono. Naturalmente, l'esigenza di verità pagava lo scotto di un'immagine che risultava "mediocre, poco stabile, molto lontana dagli standard del cinema di qualità (una volta che era stata gonfiata ai 35 mm)". All'epoca, il 16 mm non permetteva la registrazione in simultanea del suono e la soluzione ideata dal regista rappresentò un contributo assolutamente originale. Sulla base dei dialoghi colti dal tecnico del suono sul luogo delle riprese, i diversi protagonisti, in particolare Oumarou Ganda, in fase di doppiaggio, alternandosi alle musiche di Radio Abidjan, improvvisano dialoghi e divagazioni, in cui narrano la propria vita e ci parlano dei propri sogni e desideri. "La forza di queste parole, quasi un prolungamento delle immagini, conferisce al film un'autentica qualità poetica".

## Critica
Nel suo realismo, nell'uso di una strumentazione leggera, Rouch anticipò alcuni elementi caratteristici della Nouvelle vague. Jean-Luc Godard, in un articolo su Arts, si espresse sul film in termini entusiastici. Nell'uso della cinepresa portata a spalla, nei dialoghi e nelle voci post-sincronizzati, ne fu certamente influenzato al momento di dirigere Fino all'ultimo respiro, uno dei film-manifesto della nuova onda francese. Secondo Barbet Schroeder, in un primo tempo, il titolo del film era stato pensato come Moi, un blanc.
Molti,tra i registi e i quadri tecnici che avrebbero dato vita alla cinematografia del Niger si formarono alla scuola dei film di Rouch. Per quanto accusato da Ousmane Sembène di un approccio eccessivamente entomologico, incapace di rendere conto delle linee di sviluppo della società africana,  l'approccio del regista francese, in particolare l'esiguità delle strutture narrative e di finzione, indicò la strada a molti registi di quel paese. Tra questi vi fu lo stesso Oumarou Ganda, manovale in Costa d'Avorio e combattente in Indocina, nella vita come in Moi, un noir che, nella sua breve esistenza, avrebbe diretto alcune tra le opere più significative della cinematografia del paese.
Già etnografo, Rouch divenne proprio «con Jaguar e Moi, un noir l'apostolo del cinema verità (...), chiedendo ai suoi attori non professionisti d'interpretare la loro vita, come aveva fatto un tempo Flaherty con Nanouk».

## Riconoscimenti
- Premio Louis-Delluc, 1958